# Hustle Punch
Hustle Punch (ハッスル・パンチ, Hassuru Panchi) est une série télévisée japonaise en 26 épisodes du studio Toei, créée par Yasuji Mori sortie en 1965.

## Scénario
Le scénario regroupe les aventures de trois amis, Punch (un ours), Touch (une souris) et Bun (un furet), livrés à eux-mêmes dans un chantier. Chaque épisode voit les trois personnages principaux arrêter les plans machiavéliques du Professeur Garigari, un loup et scientifique fou, désireux de construire sa propre ville sur leur ville natale, dont fait partie le chantier.

## Personnages
Punch (パンチ)
Voix japonaise : Nobuyo Ōyama (en) 
Le personnage éponyme. Punch est un ours orphelin, à la tête littéralement dure, ce qui lui permet de ne pas être blessé à la tête et ce à son avantage. Punch utilise aussi sa tête pour créer des brèches dans les murs en effectuant des roulades tête la première pour passer au travers. Il semble être le plus âgé du trio, puisqu'il est à la fois capable de conduire une voiture et même un avion.
Touch (タッチ)
Voix japonaise : Yoko Mizugaki
C'est une souris appréciant la mode et la bijouterie. De par sa petite taille, elle se faufile à travers les petits espaces afin d'aider Punch et Bun. Elle a même recours à ses charmes pour que Nu l'aide lorsqu'elle est prisonnière de Garigari.
Bun (ブン)
Voix japonaise : Chiharu Kuri
Un furet qui est armé d'un lance-pierre et est expert en tir.
Professor Garigari/Garigari Hakase (ガリガリ博士)
Voix japonaise : Jōji Yanami
L'antagoniste principal. C'est un loup. Il est un inventeur professionnel, qui utilise ses créations pour commetre des méfaits tels que des braquages de banques ou pour fabriquer de la fausse monnaie. Son but principal est de détruire la ville afin de créer sa propre ville en l'honneur de ses ancêtres. Il décide de commencer par détruire le chantier dans lequel vivent Punch, Touch et Bun, ce qui pousse les trois jeunes à faire échouer ses plans.
Le professeur Garigari réapparait dix ans plus tard en tant qu'antagoniste dans le troisième Le Chat Beauté de Toei, 長靴をはいた猫 80日間世界一周 Nagagutsu o Haita Neko: Hachijū Nichi-kan Sekaiisshū (Le chat beauté: Au tour du monde en 80 jours) sorti en 1976.
Black (ブラック)
Voix japonaise : Hiroshi Ōtake
Un chat noir qui est l'un des hommes de main de Garigari. Il possède souvent un pistolet pour menacer les orphelins, mais rate toujours ses cibles de par ses faibles capacités en tir. Cela pousse souvent Bun à se moquer de lui, ce qui l'embête.
Bien qu'il soit très vantard et confiant, lorsque Garigari est dans les parages il est facilement apeuré.
Nu (ヌー)
Voix japonaise : Takuzou Kamiyama
L'autre homme de main de Garigari qui est un cochon idiot. Alors que Nu respecte Black et suit les ordres de Garigari par peur, il montre un doux visage face aux orphelins, surtout Touch, qui l'attendrit et le flatte pour qu'il l'aide et ses amis.